# گشتراتس
گشتراتس (به آلمانی: Gestratz) یک شهر در آلمان است که در Lindau واقع شده‌است. طبق سرشماری ۲۰۲۰ گشتراتس ۱٬۲۹۸ نفر جمعیت دارد.